# Кумуляция (медицина)
Кумуля́ция (позднелат. cumulatio — скопление, от лат. cumulo — накапливаю, усиливаю) — накопление биологически активного вещества (материальная кумуляция) или вызываемых им эффектов (функциональная кумуляция) при повторных воздействиях лекарственных веществ и ядов на организм. 
Материальная кумуляция (синоним — аккумуляция) количественно характеризуется при исследовании фармакокинетики, токсикокинетики.
Функциональная кумуляция выявляется при проведении исследования кумуляции, являющегося частью рутинного экспериментального изучения общетоксического действия фармакологических веществ и других токсикантов. 
Изучение общетоксического действия включает в себя:
- исследование острой токсичности — определение количества вещества, вызывающего гибель животных при однократном воздействии;
- исследование кумулятивности — определение количества вещества, вызывающего гибель животных при повторных воздействиях;
- исследование хронической токсичности — выявление характера отравления при длительном воздействии и определение безопасных доз.

Целью исследования кумулятивности является выяснение характера действия вещества на организм при повторных введениях и подбор доз для проведения хронических экспериментов. Подбор проводится на основании сравнения доз вещества, вызывающих гибель животных при однократном и повторном воздействии. Под кумулятивным действием здесь понимают усиление действия яда при повторном его воздействии.

## Методы исследования
Для исследования кумулятивности используются различные методы, основанные на учёте гибели животных при повторном воздействии изучаемого вещества. Предпочтение зачастую отдаётся методу Lim’а и соавт., позволяющему оценить в одном исследовании не только кумулятивные свойства вещества при его воздействии на организм, но и развитие толерантности (привыкания) к нему. 

### Схема изучения кумуляции методом субхронической токсичности по Lim’у[3]
В первые четыре дня ежедневно вводится доза, составляющая десятую часть от DL50 ({\displaystyle DL_{50}} — доза, вызывающая гибель половины в группе животных; устанавливается в ходе исследования острой токсичности). Затем дозу повышают в 1,5 раза и вводят последующие четыре дня. (После введения вещества в восьмой раз накопленная доза составляет одну полулетальную дозу.) При необходимости исследование продолжают и далее, каждые четыре дня повышая дозу в 1,5 раза от предыдущего уровня до тех пор, когда погибнет половина животных (обычно 5 из 10). Рассчитывают коэффициент кумуляции:
{\displaystyle K_{k}={\frac {DL_{50;n}}{DL_{50;1}}},}
где {\displaystyle K_{k}} — коэффициент кумуляции, {\displaystyle DL_{50;n}} — средняя смертельная доза накопленная при n-кратном введении, {\displaystyle DL_{50;1}} — средняя смертельная доза при однократном введении. При {\displaystyle K_{k}<1} — говорят о кумуляции (в смысле усиления действия яда), если {\displaystyle K_{k}>1} — о толерантности. Полученная качественная (в лучшем случае порядковая) оценка неформально используется при планировании хронического эксперимента. 
Альтернативой является количественное определение коэффициента кумуляции, который даёт возможность прогнозировать вероятность гибели животных при планировании исследований хронической токсичности.

### Количественное определение коэффициента кумуляции[4]
Коэффициент кумуляции (k) определяется, как доля вещества (или эффекта) продолжающая оказывать своё действие ко времени следующего введения таким образом, что последовательность эффективных доз {\displaystyle D_{i}} представляется в виде:
{\displaystyle D_{i}{=}D_{0}+k\cdot D_{i-1},i{=}0\cdots n,D_{-1}=0,}
где {\displaystyle D_{0}} — реально вводимая постоянная или изменяемая как в схеме Lim’а доза. Вероятность гибели животных от последовательности из n+1 введений рассчитывают как вероятность появления хотя бы одного из совокупности событий: 
{\displaystyle P=1-\prod _{i=0}^{n}(1-p_{i}),}
где {\displaystyle p_{i}} — вероятность гибели животных при воздействии вещества в эффективной дозе {\displaystyle D_{i}} определяется из зависимости {\displaystyle p{=}\Phi (x),} где {\displaystyle \Phi (x)} — функция нормального распределения, параметры которого определяются методом пробит анализа в ходе исследования острой токсичности. Коэффициент кумуляции в этом определении выступает в качестве меры зависимости между последовательно вводимыми дозами {\displaystyle D_{0}}. Численное значение коэффициента кумуляции подбирается таким, чтобы последовательность {\displaystyle D_{i}} соответствовала вероятности P полученной в эксперименте по исследованию кумулятивности.
Качественно величину коэффициента в диапазоне от -1 до 0 можно интерпретировать как развитие толерантности, 0 — как отсутствие зависимости между повторными воздействиями вещества, от 0 и выше — как кумуляцию (больше 1 — кумуляция в узком смысле слова). 
Полученную оценку можно использовать для определения потенциального риска гибели от применения вещества в различных дозах и сроках, либо, задавая приемлемую вероятность, определять соответствующие режимы введения исследуемого вещества. Очевидно, что прогностическая сила оценки ограничена некоторой областью вокруг точки (дозы, кратность) в которой получено экспериментальное значение P при исследовании кумулятивности. Например, легко представить, что определив в краткосрочном эксперименте привыкание к этиловому спирту, не стоит рассчитывать на устойчивость этого качества при воздействии больших доз в длительном эксперименте.